# 嫌悪

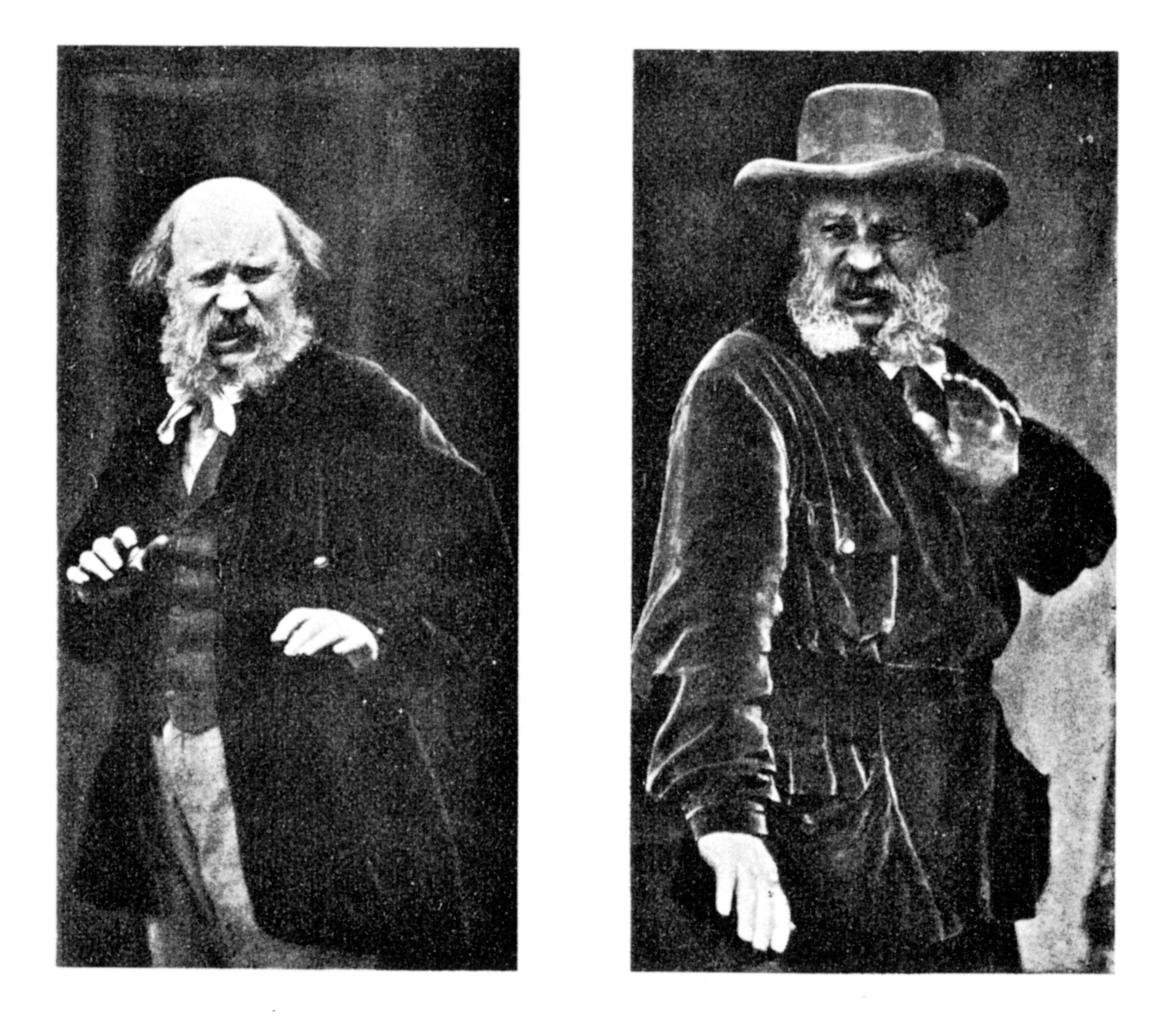
オスカー・グスタフ・レイランダー がチャールズ・ダーウィンの『人及び動物の表情について』の図版で嫌悪感を表現している

嫌悪（けんお、英: Disgust、ラテン語gustus）とは、潜在的に感染性のあるもの、あるいは不快・不味・不愉快とみなされるものに対する拒絶または嫌悪の感情的反応である。『人及び動物の表情について』において、チャールズ・ダーウィンは、嫌悪は嫌悪を催すものに関連する感覚であると記述した。嫌悪は主に味覚の感覚（知覚されたものか想像されたものか）に関連して経験され、二次的に嗅覚、体性感覚、または視覚によって同様の感覚を引き起こすものに関連して経験される。音楽的感覚の鋭い人々は、不協和音のカコフォニーによってさえ嫌悪を感じることがある。研究により、嫌悪と不安障害、例えばクモ恐怖症、血液-注射-損傷型恐怖症、および汚染恐怖に関連する強迫性障害（OCD としても知られる）との間に継続的な関係があることが証明されている。
嫌悪は、ロバート・プルチックの感情理論における基本感情の一つであり、ポール・ロジンによって広範に研究されてきた。嫌悪は特徴的な表情を引き起こし、これはポール・エクマンの6つの普遍的な感情表現の一つである。恐怖、怒り、悲しみの感情とは異なり、嫌悪は（身体包囲侵害に対して）心拍数の低下、および（体液に対して）胃の原嘔吐感と関連している。

## 進化的意義
嫌悪の感情は、生物に害を及ぼす可能性のある不快な食物に対する反応として進化したと考えられている。一般的な例として、カビの生えた乳や汚染された肉に対して嫌悪反応を示すヒトの例が挙げられる。嫌悪は、病気を示す属性を持つ物体や人によって引き起こされるようである。
自己報告および行動研究により、嫌悪を引き起こすものには以下が含まれることが判明している：
- 体液（糞、尿、嘔吐、性的体液、唾液、および粘液）
- 食品（腐敗した食品（英語版））
- 動物（ノミ、マダニ、シラミ目、ヘビ、ゴキブリ、蠕虫、ハエ目、クモ、カエル）
- 衛生（目に見える汚れや「不適切な」行為[例：未滅菌の手術器具の使用]）
- 身体包囲の侵害（血液、流血、および切断）
- 死（死体と有機物の腐敗）
- 感染の目に見える兆候[10]

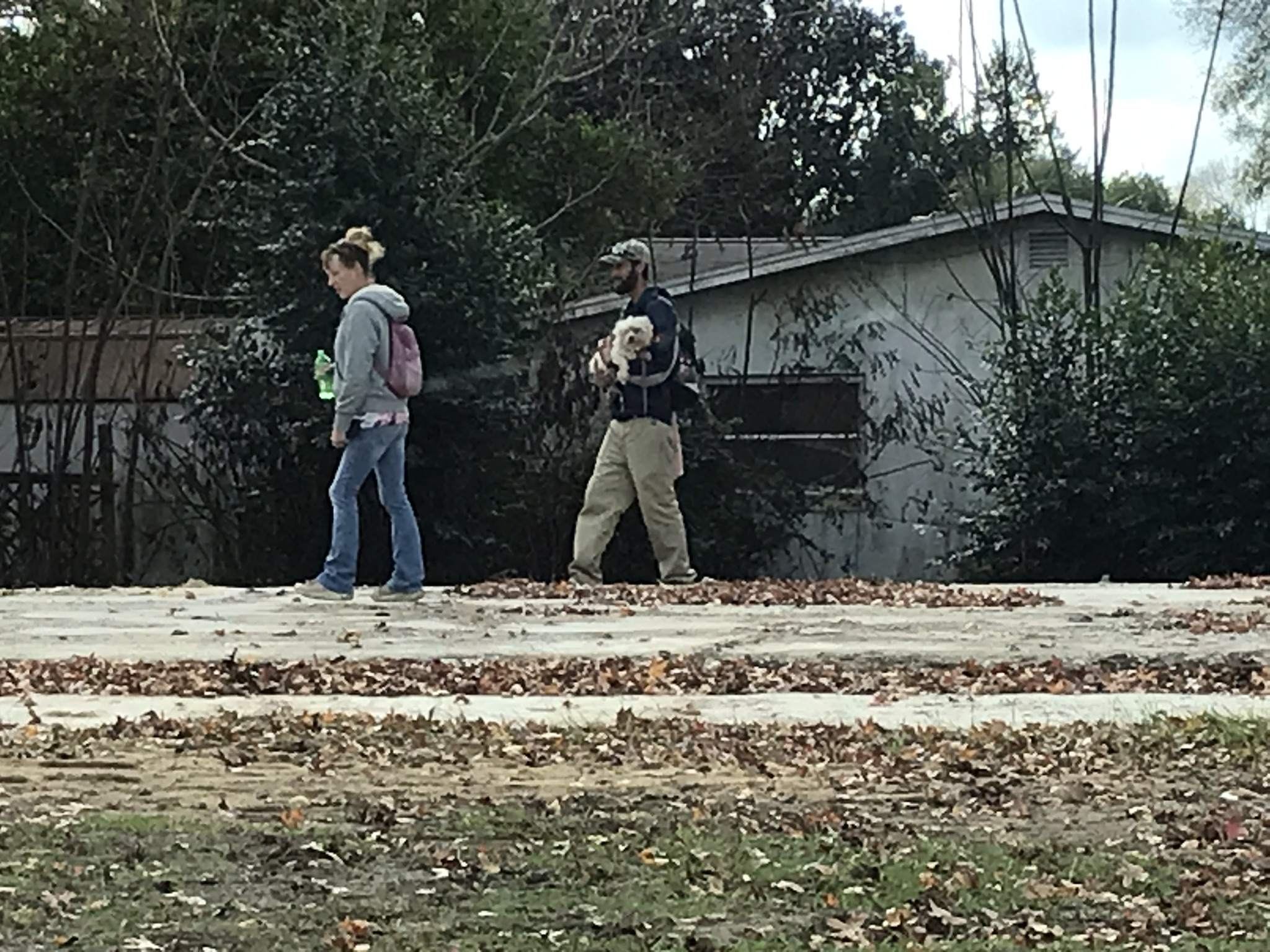
「あそこの角を曲がってから家の方に向かい始めた時、そこで臭いを嗅ぐことができた」と、ネズミの巣窟と化した家についてシトラス郡のマイク・ペンダーガスト保安官は述べた。所有者は刑務所から釈放された後、自分の家を探したが、取り壊されていた

上記の主要な嫌悪刺激は、すべて感染を伝播する可能性があるという点で互いに類似しており、文化を超えて最も一般的に言及される嫌悪誘発因子である。このため、嫌悪は行動免疫システムの一部として進化したと考えられており、このシステムでは、体内に入った後に病原体と戦うのではなく、病気を媒介する病原体を避けようとする。この行動免疫システムは、「健康な人を病気とみなすよりも、病気の人を健康とみなす方がコストが高い」ため、大まかな一般化を行うことが判明している。研究者らは、嫌悪の感受性が攻撃性と負の相関関係にあることを発見した。これは、嫌悪の感情が通常撤退の必要性をもたらすのに対し、攻撃性は接近の必要性をもたらすためである。これは、各種の嫌悪の観点から説明できる。道徳的嫌悪に特に敏感な人々は、他者を傷つけることを避けたいため、攻撃性が低くなる傾向がある。病原体嫌悪に特に敏感な人々は、攻撃の被害者に開放創ができる可能性を避けたいという動機づけがあるかもしれない。性的嫌悪に敏感な人々は、攻撃を特に回避するためには何らかの性的対象が存在しなければならない。これらの発見に基づき、嫌悪は個人の攻撃性を低下させる感情的ツールとして使用される可能性がある。嫌悪は、呼吸行動の変化とともに、血圧低下、心拍数低下、皮膚伝導度の低下などの特定の自律神経系反応を引き起こす可能性がある。
研究によると、嫌悪に敏感な人々は、自分のイングループをより魅力的に感じ、他のグループに対してより否定的な態度を持つ傾向があることも判明している。これは、人々が部外者や外国人を病気や危険と結びつけ始める一方で、自分に似た人々と健康、病気からの解放、安全を結びつけることを想定することで説明できる。
衛生についてさらに検討すると、嫌悪は肥満者に対する否定的態度の最も強い予測因子であった。肥満者に対する嫌悪反応は、道徳的価値観とも関連していた。

### 嫌悪の領域
タイバーらは、3つの嫌悪の領域を概説している：「感染性微生物の回避を動機づける」病原体嫌悪、「危険な性的パートナーや行動の回避を動機づける」性的嫌悪、そして人々が規範を破ることを避けるよう動機づける道徳的嫌悪である。嫌悪は、特定の形態の道徳性において重要な役割を果たす可能性がある。
病原体嫌悪は生存への欲求から、そして究極的には死への恐怖から生じる。彼はこれを、死体、腐った食べ物、嘔吐物などの潜在的に致命的な物質に対する「第一線の防御」である「行動免疫システム」に例えている。
性的嫌悪は、「生物学的にコストの高いパートナー」を避けたいという欲求と、特定の生殖選択の結果の考慮から生じる。2つの主要な考慮事項は、内在的な質（例：身体の対称性、顔の魅力など）と遺伝的適合性（例：近親交配の回避、インセスト・タブーなど）である。
道徳的嫌悪は「社会的違反に関係する」もので、嘘、窃盗、殺人、強姦などの行為が含まれる可能性がある。他の2つの領域とは異なり、道徳的嫌悪は、それらの関係が集団の結束を脅かすため、「規範に違反する個人との社会的関係の回避を動機づける」。

### 性差
女性は一般的に男性よりも大きな嫌悪を報告し、特に性的嫌悪や一般的な嫌悪感について顕著であり、これは進化的な理由から女性がより性的に選択的であることと一致すると主張されている。
嫌悪への感受性は、ホルモンのプロゲステロンレベルとともに、妊娠中に上昇する。科学者らは、妊娠には発達中の胚が攻撃されないように母体の免疫システムを「抑制する」必要があると推測している。母体を保護するため、この低下した免疫システムは、その後、嫌悪感の増大によって補償される。
嫌悪は望ましくない、または不潔な状況に対する身体的反応を伴う感情であるため、研究により、嫌悪の感情を経験している間に心血管および呼吸の変化が生じることが証明されている。
前述のように、女性は男性よりも顕著に嫌悪を経験する。これは歯科恐怖症に関する研究に反映されている。歯科恐怖症は、歯科医とそれに関連するすべてのことを考えると嫌悪を経験することから生じる。女性の4.6パーセントに対し、男性の2.7パーセントが歯科医を嫌悪的だと感じている。

## 非言語的コミュニケーション
1970年代のポール・エクマンによる一連の重要な研究で、感情の表情は文化的に決定されるものではなく、人類の文化を超えて普遍的であり、したがって生物学的起源を持つ可能性が高いことが発見された。嫌悪の表情は、これらの表情の一つであることが判明した。この特徴的な表情には、眉を少し狭め、手を前後に振るなどが含まれるが、異なる誘発因子によって異なる形の表情が生じる可能性がある。嫌悪の表情は文化を超えて容易に認識可能であることが判明した。この表情は盲人でも生成され、聾者によっても正しく解釈される。この証拠は、嫌悪の表現と認識に生得的な生物学的基盤があることを示している。嫌悪の認識は種間でも重要であり、個体が特定の食物を味わった後に同種が嫌悪の表情を見せると、その食物が悪く、食べるべきでないと自動的に推論することが判明している。この証拠は、嫌悪がほぼ普遍的に経験され認識されていることを示唆し、その進化的重要性を強く示唆している。
表情フィードバック仮説も嫌悪の表現に関与していることが示されている。つまり、嫌悪の表情を作ることで、嫌悪の感情が増加する。これは、嫌悪の表情を作っていることを意識せずに鼻にしわを寄せるだけでも起こりうる。
サルやヒトで見られるミラーニューロンマッチングシステムは、このような認識の提案された説明であり、他者の行動を観察している間に我々の内部の行動表現が引き起こされることを示している。同様のメカニズムが感情にも適用される可能性が示されている。他者の感情的表情を見ることで、同じ感情を自分が経験する場合に関連する神経活動が引き起こされる。これは、嫌悪の感情の普遍性と生存価値を示している。

### 嫌悪を示す表情に対する子どもの反応
非常に幼い年齢で、子どもは異なる基本的な表情を識別することができる。親が2つの異なるおもちゃに対して否定的な表情と肯定的な感情表情を示した場合、生後5ヶ月の子どもでさえ、否定的な表情と関連付けられたおもちゃを避ける。幼い子どもは、嫌悪を示す表情を怒りと関連付ける傾向があり、その違いを識別することができない。大人はその区別をすることができる。理解の年齢は約10歳であるようだ。

## 文化的差異
嫌悪は部分的に社会的条件付けの結果であるため、嫌悪の対象には文化間で違いがある。例えば、アメリカ人は「人の権利を制限したり、人の尊厳を損なったりする行為に嫌悪感を結びつける可能性が高い」一方で、日本人は「社会への統合を妨げる行為に嫌悪感を結びつける可能性が高い」。さらに、ある文化では容認可能とされる慣行が、他の文化では嫌悪的とみなされる可能性がある。英語では嫌悪の概念は物理的なものと抽象的なものの両方に適用できるが、ヒンディー語とマラヤーラム語では、その概念は両方には適用されない。
嫌悪は、複数の文化で認識可能な基本的感情の一つであり、通常味覚や視覚に関連する嫌悪的なものに対する反応である。異なる文化が異なるものを嫌悪的だと感じるが、グロテスクなものへの反応は各文化を通じて同じままである。嫌悪の領域における人々とその感情的反応は同じままである。

## 神経基盤
特定の感情を基礎となる神経基質にマッピングしようとする科学的試みは、20世紀前半にさかのぼる。FMRI実験により、脳の島皮質前部は、嫌悪を経験する時、不快な味に晒される時、および嫌悪の表情を見る時に特に活性化することが明らかになっている。研究により、脳には特定の基本感情を処理する独立した神経システムが存在することが支持されている。具体的には、fMRI研究により、嫌悪の認識において島皮質が活性化することや、吐き気の感覚などの嫌悪反応における内臓の変化が証拠付けられている。生物の生存と汚染を避けることの進化的利点を考慮すると、嫌悪の認識と「嫌悪を感じる」という内臓反応の重要性は明らかである。

### 島皮質

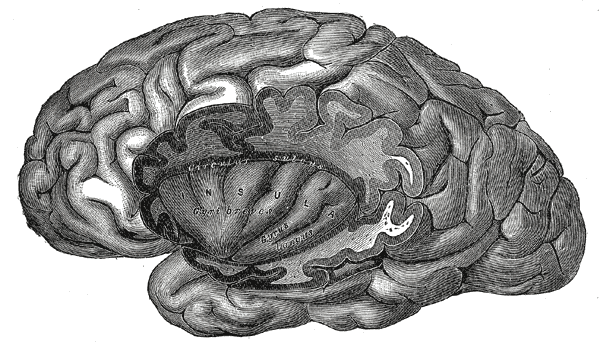
左側の島皮質。手術によって露出された状態。ヘンリー・グレイ、ウォレン・ハーモン・ルイス（1918）『グレイ解剖学』より。図731

島皮質（または島皮質）は、嫌悪の感情に関与する主要な神経構造である。複数の研究により、島皮質はヒトとマカクザルの両方において、嫌悪感の主要な神経相関であることが示されている。島皮質は、不快な味、匂い、および同種生物における嫌悪の視覚的認識によって活性化される。
前部島皮質は、嗅覚および味覚の中枢であり、器官の感覚と関連する自律反応を制御する。また、顔に反応する細胞が見つかっている腹側上側頭皮質前部から視覚情報を受け取る。
後部島皮質は、聴覚、体性感覚、および運動前野領域との結合によって特徴づけられ、嗅覚または味覚様式とは関連していない。
島皮質が嫌悪の感情を感じ、認識する能力に必要であるという事実は、神経心理学的研究によってさらに支持されている。キャルダー（2000）とアドルフス（2003）の両方が、前部島皮質の損傷が嫌悪の経験と他者の嫌悪の表情認識の欠損につながることを示した。患者たちはまた、自身の嫌悪感が減少したと報告した。さらに、神経外科手術中に行われた前部島皮質の電気刺激は、吐き気、嘔吐感、胃の不快感を引き起こした。最後に、埋め込み電極を通じて前部島皮質を電気刺激すると、喉と口に「耐えがたい」感覚が生じた。これらの発見は、不快な感覚入力を生理学的反応に変換し、それに関連する嫌悪感を生み出す島皮質の役割を示している。
研究により、島皮質は嫌悪的な刺激によって活性化され、他者の嫌悪の表情を観察することは、自動的に嫌悪の神経表現を検索するように見えることが実証されている。さらに、これらの発見は、嫌悪感における島皮質の役割を強調している。
ある特定の神経心理学的研究は、島皮質、内包、被殻、淡蒼球を含む左半球梗塞と診断された患者NKに焦点を当てた。NKの神経損傷には島皮質と被殻が含まれており、NKの嫌悪誘発刺激に対する全体的な反応が対照群よりも有意に低いことが判明した。患者は、食物、動物、体液、包囲侵害、死を含む8つのカテゴリーにおいて嫌悪反応の低下を示した。さらに、NKは嫌悪の表情を怒りとして誤って分類した。この研究の結果は、神経変性によって引き起こされた島皮質の損傷により、NKが嫌悪の社会的信号を認識するシステムに損傷を受けたという考えを支持している。

## 障害

### ハンチントン病
遺伝的に伝達される進行性神経変性疾患であるハンチントン病の多くの患者は、他者の嫌悪の表情を認識することができず、また不快な匂いや味に対して嫌悪反応を示さない。嫌悪の表情を認識できない症状は、他の症状が現れる前にハンチントン遺伝子の保因者に現れる。ハンチントン病の人々は怒りと恐怖の認識が障害されており、嫌悪認識に関して特に深刻な問題を経験する。

### 大うつ病性障害
うつ病患者は、嫌悪の表情に対してより大きな脳活性化を示すことが判明している。自己嫌悪（自分自身の行動に向けられた嫌悪）もまた、機能不全的思考とうつ病との関係に寄与する可能性がある。

### 強迫性障害
嫌悪の感情は、特に汚染への執着を持つ人々において、強迫性障害（OCD）の神経生物学を理解する上で重要な役割を果たす可能性がある。シャピラらによる2003年の研究では、汚染への執着を持つ8人のOCD被験者と8人の健常ボランティアがfMRIスキャン中に国際感情画像システムの画像を見た。OCD被験者は、特に右島皮質において、嫌悪を喚起する画像に対して有意に大きな神経反応を示した。さらに、シュプレンゲルマイヤー（1997）は、嫌悪に関連する脳活性化に、不快な味と匂いを処理する島皮質と味覚皮質の一部が含まれることを発見した。OCD被験者と健常ボランティアは、嫌悪画像に対する反応パターンが右島皮質で有意に異なっていた。対照的に、脅威を誘発する画像に対する両群の反応は類似しており、いずれの部位でも有意な群間差は見られなかった。

## 動物研究
ラットを用いた研究に関して、条件付けられた嫌悪反応の兆候に関する先行研究は、グリルとノルグレン（1978）によって実験的に検証され、彼らは嗜好性を評価するための系統的なテストを開発した。味反応性（TR）テストは、このように嫌悪反応を測定する標準的なツールとなった。以前に吐き気を誘発する物質と対にされた刺激を口腔内に与えられると、ラットは条件付けられた嫌悪反応を示す。ラットにおける「あくび」は最も支配的な条件付けられた嫌悪反応であり、この反応に使用される筋肉は嘔吐が可能な種で使用される筋肉を模倣している。研究により、セロトニンの利用可能性を低下させる治療や、エンドカンナビノイドシステムを活性化する治療が、ラットにおける条件付けられた嫌悪反応の表出を妨げることができることが示されている。これらの研究者は、吐き気が条件付けられた嫌悪反応を引き起こすため、ラットに制吐治療を投与することで、毒素誘発性の条件付けられた嫌悪反応を防ぐことができることを示した。さらに、ラットとトガリネズミの間の異なる嫌悪反応と嘔吐反応を観察することで、著者らはこれらの反応（特に嘔吐）が種を超えた食物選択を支配する連合プロセスにおいて重要な役割を果たすことを示した。
嫌悪の特定の神経部位について論じると、研究は、ラットが特定の催吐性物質（塩化リチウムなど）に対する条件付けられた嫌悪を獲得するために前脳メカニズムが必要であることを示している。他の研究では、最後野と橋の傍腕核への損傷は条件付けられた嫌悪を防いだが、孤束核への損傷は防がなかったことを示している。さらに、縫線核の背側および内側（前脳セロトニンを枯渇させる）への損傷は、塩化リチウム誘発性の条件付けられた嫌悪の確立を防いだ。

## 非ヒト霊長類
非ヒト霊長類は生物学的汚染物質に対する嫌悪と嫌悪の兆候を示す。糞便、精液、血液など、通常ヒトに嫌悪反応を引き起こす体液への曝露は、霊長類の摂食嗜好に影響を及ぼす。チンパンジーは一般的に生物学的汚染物質の臭いを避けるが、これらの臭いから離れる傾向は弱く、これは嗅覚刺激だけではチンパンジーに離れるのに十分な脅威レベルを与えられない可能性があるためである。チンパンジーは、柔らかく湿った基質の上の食物に直面すると身体的に後退する。これは自然界では、湿気、柔らかさ、温かさが病原体を増殖させるために必要な特徴であるためかもしれない。これらの反応は、同じ種類の刺激に対するヒトの反応と機能的に類似しており、この行動の基礎となるメカニズムが我々のものと類似していることを示している。
チンパンジーは一般的に土や糞便で汚染された食物を避けるが、大部分の個体はこれらの汚染された食物を依然として摂取する。チンパンジーは汚染リスクの低い食物を好む傾向を示すが、ほとんどのヒトがそうするように完全にリスクを避けることはない。これは、食物の栄養価と生物学的汚染物質からの感染リスクとの間のトレードオフによるものかもしれず、チンパンジーは汚染のリスクよりも食物の利益をより重視している。チンパンジーとは対照的に、ニホンザルは匂いを伴わない場合、汚染物質の視覚的手がかりにより敏感である。ボノボは糞便の臭いと腐った食物の臭いに最も敏感である。全体として、霊長類は摂食決定において様々な感覚を組み込んでおり、嫌悪は潜在的な寄生虫や汚染物質からの他の脅威を避けるのに役立つ適応的な特性である。
非ヒト霊長類で最も頻繁に報告される嫌悪様行動は、不味い食物を吐き出すことであるが、この行動も一般的ではない。これは、霊長類が潜在的に不味い食物を効果的に避けており、避けられた食物は吐き出されることができないため、この行動の観察率が低いのかもしれない。霊長類、特にゴリラとチンパンジーは、不味い食物を食べた後に時折顔をしかめたり舌を突き出したりする表情を見せる。個々の霊長類の嗜好は大きく異なり、極めて苦い食物を許容する個体もいれば、より好み選択的な個体もいる。味の嗜好は、高順位の個体でより頻繁に観察され、これは低順位の個体が望ましくない食物を許容しなければならない可能性があるためである。
ヒトでは両性間で嫌悪反応に強い違いがあるが、この違いは非ヒト霊長類では記録されていない。ヒトでは、一般的に女性は男性よりも大きな嫌悪を報告する。ボノボとチンパンジーでは、雌は雄よりも汚染リスクを回避することはない。若年個体は成体よりも汚染リスク回避が低いことを示唆する証拠があり、これはヒトにおける嫌悪反応の発達に関する研究と一致している。
糞食はチンパンジーで一般的に観察され、チンパンジーはヒトのような嫌悪メカニズムを本当には持っていないことを示唆している可能性がある。糞食は通常、自身の糞便から種子を再摂取する場合にのみ行われ、これは新しい寄生虫への曝露の観点から他者の糞便を摂取するよりもリスクが低い。さらに、チンパンジーは他者の糞便を踏んだ時、素手で除去する代わりに葉や小枝を使って自分を拭くことが多い。類人猿は、有益な場合でも、偶然に糞便を踏んだ後はほぼ常に体から糞便を除去する。例えば、チンパンジーにブドウが配られている時に偶然糞便を踏んだ場合、食物を逃すことになっても、ほぼ常に時間をかけて立ち止まって拭き取る。
ヒトとは異なり、類人猿では社会的汚染の回避（例：病気の同種個体を避ける）は稀である。代わりに、類人猿は病気の同種個体をよくグルーミングしたり、単に無関心に扱ったりする。さらに、類人猿は粘液や血液などの病気の同種個体の産物に興味を示すか無関心である。これは、病気に見える者を避けることが重要な特徴であるヒトの疾病回避とは対照的である。
総じて、霊長類における嫌悪反応の研究は、嫌悪が霊長類において適応的であり、病原体の潜在的源の回避がヒトと同じ汚染物質によって引き起こされることを示している。霊長類が直面した適応問題は、初期のヒトの場合ほど一致していなかったため、嫌悪はヒトと非ヒト霊長類では異なって現れる。ヒトと非ヒト霊長類の間の嫌悪反応の違いは、彼らの独自の生態学的立場を反映している可能性が高い。嫌悪がヒト固有の感情であるというよりも、嫌悪はすべての動物に見られる寄生虫と感染回避行動の延長である。この違いを説明する一つの理論は、霊長類は主に採食者であり、肉を多く含む狩猟者-スカベンジャーの生活様式に移行しなかったため、ヒトが曝露された新しい病原体の波や、この食事に伴う選択圧に曝露されることがなかったというものである。したがって、霊長類における嫌悪メカニズムは抑制されたままであり、霊長類が進化の歴史で直面した固有の問題に対処するのに十分な強さだけを保持している。さらに、類人猿の嫌悪様行動はヒトよりも低いはずである。なぜなら、彼らはより非衛生的な条件で生活しているからである。世代を超えたヒトのクリーンな習慣は、嫌悪誘発因子への曝露頻度を減少させ、おそらく我々の嫌悪反応を引き起こす刺激を拡大させてきた。一方、類人猿は常に嫌悪誘発因子に曝露されており、これは馴化と現代のヒトと比較して抑制された形の嫌悪につながっている。

## 道徳性
嫌悪は最初、ヒトが物理的汚染物質のみに対する動機づけであると考えられていたが、その後、道徳的および社会的道徳的汚染物質にも適用されてきた。これらの種類の嫌悪の類似性は、特に人々が汚染物質に反応する方法に見ることができる。例えば、誰かが嘔吐物の水たまりに遭遇した場合、その人は鼻をつまみ、目を閉じ、または逃げ出すなど、自分と嘔吐物との間に可能な限り距離を置くことをする。同様に、集団が詐欺、強姦、または殺人を行う誰かを経験した場合、その反応はその人を集団から忌避または追放することである。
おそらく、エクマンの基本感情に見られる中核的嫌悪とは全く異なる嫌悪感情の構造が存在する。社会道徳的嫌悪は、社会的または道徳的境界が侵害されているように見える時に発生し、社会道徳的側面は他者の自律性と尊厳に対する人間による侵害（例：人種差別、偽善、不誠実）に焦点を当てる。社会道徳的嫌悪は中核的嫌悪とは異なる。シンプソンらによる2006年の研究では、嫌悪の中核的誘発因子と社会道徳的誘発因子の間で嫌悪反応に相違が見られ、中核的嫌悪と社会道徳的嫌悪の構成が異なる感情構造である可能性が示唆された。
研究により、嫌悪は偏見と差別を予測することが知られている。受動的視聴課題と機能的磁気共鳴を通じて、研究者らは島皮質が2つの異なる神経経路：扁桃体と島皮質（両方とも感情処理を扱う脳領域）を通じて、人種的に偏った顔の嫌悪の知覚に大きく関与していることを直接的に証明することができた。人種的偏見は嫌悪の表情を引き起こすことが判明した。嫌悪は、肥満者に対する偏見と差別も予測することができる。バータニアン、トレワーサ、バンマン（2016）は、参加者に日常的な活動を行う肥満対象者と非肥満対象者の写真を見せた。彼らは、非肥満者と比較して、肥満対象者は参加者からより多くの嫌悪、より否定的な態度と固定観念、およびより大きな社会的距離への欲求を引き起こすことを発見した。
ジョーンズとフィットネス（2008）は、身体的嫌悪を感じやすい個人は道徳的嫌悪も感じやすいという現象を説明するために、「道徳的過覚醒」という用語を作り出した。身体的嫌悪と道徳的嫌悪の関連は、犯罪者がしばしば「汚物」や「クズ」と呼ばれ、犯罪活動が「臭い」や「怪しい」とされるアメリカ合衆国で見ることができる。さらに、人々は身体的に嫌悪的な画像の刺激を遮断するのと同じように、道徳的に嫌悪的な画像の刺激をしばしば遮断しようとする。人々が虐待、強姦、または殺人の画像を見る時、腐敗した死体を見た場合と同じように、写真からの入力視覚刺激を抑制するために視線をそらすことが多い。
道徳的判断は、伝統的に、他者の幸福に対する公平性と敬意のような基準によって導かれると定義または考えられてきた。より最近の理論的および実証的情報から、道徳は基本的な感情的プロセスによって導かれる可能性があることが示唆される。ジョナサン・ハイトは、道徳性に関する瞬間的判断は「直観のひらめき」として経験され、これらの感情的知覚は急速に、連想的に、そして意識の外で作用すると提案した。これから、道徳的直観は意識的な道徳的認知に先立って刺激され、道徳的判断にさらに大きな影響を与えると相関すると考えられている。
研究は、嫌悪の経験が道徳的判断を変更できることを示唆している。多くの研究は参加者間の平均的な行動変化に焦点を当てており、一部の研究は嫌悪刺激が道徳的判断の厳しさを強化することを示している。後の研究は逆の効果を見出し、一部の研究は道徳的判断に対する嫌悪の平均的効果が小さいか存在しないことを示唆している。これらの効果を潜在的に調和させる一つの研究は、道徳的判断に対する嫌悪刺激の効果の方向と大きさが個人の嫌悪感受性に依存することを示した。一貫性のない知見を調和させようとする一つの試みは、道徳的判断に対する誘発された嫌悪の効果を単独で研究することは不十分であることを示唆している。代わりに、経験された嫌悪の大きさが重要な要因であるように見える。ビャウェクらによる研究は、自己報告された嫌悪レベルが、単なる嫌悪誘発因子の存在よりも道徳的判断の変化をより予測することを発見した。このアプローチは、嫌悪が道徳的意思決定にどのように影響を与えるかについて、より微妙な理解を提供する可能性がある。
この効果は道徳性の特定の側面に限定されているようにも見える。ホーバーグらは、嫌悪が特に純粋性の道徳的判断の発達と強化において役割を果たすことを発見した。言い換えれば、嫌悪の感情は、純粋さのある映像が侵害されたという感情と頻繁に関連している。例えば、ベジタリアンは、ベジタリアニズムを純粋な存在状態として見ているため、他の人が肉を食べるのを見た後に嫌悪を感じる可能性がある。この存在状態が侵害された時、ベジタリアンは嫌悪を感じる。さらに、嫌悪は純粋性の判断に独自に関連しており、正義/不正義または有害/養護に関連するものではなく、恐怖、怒り、悲しみなどの他の感情は「純粋性の道徳的判断とは無関係」である。
他の研究では、個人の嫌悪感受性レベルは、その特定の嫌悪経験によるものであることを示唆している。嫌悪感受性は高いか低いかのいずれかである。嫌悪感受性が高いほど、より厳格な道徳的判断を下す傾向が大きくなる。嫌悪感受性は、道徳的価値の様々な側面に関連し、それは否定的または肯定的な影響を持つ可能性がある。例えば、嫌悪感受性は道徳的過覚醒と関連しており、これは嫌悪感受性が高い人々は、犯罪の容疑者である他者をより罪深いと考える可能性が高いことを意味する。彼らはまた、それらの人々を道徳的に邪悪で犯罪的であると関連付け、したがって裁判の場面でより厳しい処罰を支持する。
嫌悪はまた、道徳的行動を制御できる評価的感情として理論化されている。嫌悪を経験する時、この感情は純粋性を保つために特定の行動、物体、または人々を避けるべきであることを示唆する可能性がある。研究により、清潔さの考えや概念が顕著になると、人々は他者に対してより寛容な道徳的判断を下すことが確立されている。この特定の発見から、これは嫌悪の経験を減少させ、その結果として生じる心理的不純性の脅威が道徳的違反の明白な深刻さを減少させることが示唆される。

### 政治的志向
ある研究では、異なる政治的信念を持つ人々に嫌悪的な画像をFMRIスキャナーで見せた。保守派では、基底核と扁桃体およびいくつかの他の領域で活動が増加したが、リベラル派では脳の他の領域で活動が増加した。両グループとも画像に対する意識的反応は類似していた。活動パターンの違いは大きく、単一の画像に対する反応で95%の精度で個人の政治的傾向を予測することができた。しかし、後に、このような結果は複合的であることが証明され、再現の失敗と実際に何が測定されているのかについての疑問も、発見の一般化可能性について疑問を投げかけている。

### 自己嫌悪
自己嫌悪に関する研究は限られているが、ある研究では、自己嫌悪と道徳的判断の厳しさは負の相関関係にあることが判明した。これは、通常より厳しい違反の判断をもたらす嫌悪に関する発見とは対照的である。これは、自己に向けられた嫌悪が、他者や物に向けられた嫌悪とは非常に異なって機能することを示唆している。自己嫌悪は「他者に相応の処罰を与えることを困難にする広範な自己嫌悪の状態を反映している可能性がある」。言い換えれば、自己嫌悪を感じる人々は、自分も処罰に値すると感じるため、他者を簡単に処罰に処することができない。自己嫌悪の概念は、うつ病、強迫性障害、摂食障害を含むいくつかの精神健康状態に関与している。

## 機能
嫌悪の感情は、否定的な社会的価値の出来事に続く効果的なメカニズムとして、反発と社会的距離への欲求を引き起こすものとして説明することができる。嫌悪の起源は、不快なものを避けることを動機づけるものとして定義することができ、社会環境の文脈では、社会的回避の手段となることができる。嫌悪の実際の例は、聖書のレビ記に見ることができる（特にレビ記11章を参照）。レビ記には、性的に不道徳な人々やハンセン病を患う人々を含む、嫌悪を引き起こす個人を避けるようにという唯一神からの直接的な戒めが含まれている。嫌悪は、病原菌や病気の回避を促進することが知られている。
社会関係への動機を減少させる効果的な手段として、嫌悪は非人間化または人々を人間以下として扱うことを妨げることが予想される。薬物中毒者やホームレスなど、嫌悪と関連する烙印を押された集団の個人の画像を参加者が見た際の機能的磁気共鳴画像（fMRI）を複数実施する研究が行われた。研究が発見したのは、人々がこれらの特定の嫌悪を誘発する集団の精神状態について推論を行う傾向がないということであった。したがって、ホームレスと薬物中毒者の画像を見ることは、この研究に参加した人々の反応に嫌悪を引き起こした。この研究は、接触により嫌悪的な物質が人を嫌悪的にすることを説明する接触の法則に従う嫌悪と一致する。嫌悪は人々に適用され、他の人間に対する虐待として機能することができる。嫌悪は、人々を単に人間以下とみなすことにつながることで、人々を派閥の一部から排除することができる。これの例として、集団が自分たちの特定の集団外の人々を避けることが挙げられる。一部の研究者は、非人間化の2つの異なる形態を区別している。第1の形態は、文化と修正の産物などの独特の人間的特徴の否定である。第2の形態は、情動性と人格などの本性の否定である。
独特の人間的特徴を集団に帰属させることの失敗は、対象となる集団や個人を野蛮で、粗野で、動物に似ているものとして定義する動物的非人間化につながる。これらの非人間化の形態は、嫌悪との明確なつながりを持っている。研究者らは、多くの嫌悪誘発因子が、人間が他の生物と異なっていないことを思い出させるものであるために嫌悪的であると提案している。嫌悪の助けを借りて、動物的非人間化は外集団のメンバーを排除することに対する道徳的関心を直接的に減少させる。嫌悪は非人間化の原因であり結果となりうる。動物的非人間化は嫌悪と嫌悪感を生み出す可能性がある。嫌悪の感情は、社会的距離を引き起こすことを通じて、非人間化につながる可能性がある。したがって、一般的に嫌悪的な影響と結びつき、身体的に不潔とみなされる人や集団は、道徳的回避を引き起こす可能性がある。嫌悪的とみなされることは、知覚された内集団からの排除をもたらす様々な認知的効果を生み出す。

## 嫌悪の政治的および法的側面
嫌悪の感情は、解剖学、性、生命倫理学に関する問題や議論を含む、公共圏において強く特徴づけられることが指摘されている。公共の言説における嫌悪の役割、目的、効果については、様々な評論家による見解の幅がある。
生命倫理学者のレオン・カスは、生命倫理的問題に関して「重要な事例において...嫌悪は、理性の力が完全に明確にすることのできない深い知恵の感情的表現である」と主張している（参照：嫌悪の知恵）。
法学者かつ倫理学者のマーサ・ヌスバウムは、「嫌悪の政治」は本質的な知恵を持たない信頼できない感情的反応であると論じ、立法の適切な指針として嫌悪を明確に否定している。さらに、この「嫌悪の政治」は過去および現在において、性差別、人種差別、反ユダヤ主義の形態での偏見を支持する効果を持っており、嫌悪の感情を人種混交に反対する法律やインドのカースト制度の支持と結びつけていると論じている。この「嫌悪の政治」の代わりに、ヌスバウムは立法の適切な基礎としてジョン・スチュアート・ミルの愚行権を主張する。ヌスバウムは、危害原理が同意、成年、プライバシーの法的概念を支持し、市民を保護すると論じる。彼女はこれを、合理的根拠なく市民の人間性と法の下の平等を否定し、明白な社会的害を引き起こすと彼女が論じる「嫌悪の政治」と対比する（マーサ・ヌスバウム『From Disgust to Humanity: Sexual Orientation and Constitutional Law』を参照）。ヌスバウムは2004年に『Hiding From Humanity: Disgust, Shame, and the Law』を出版した。この本は、嫌悪と羞恥心の社会の法律との関係を検討している。ヌスバウムは、偏見に満ちた、そして多くの場合単なる多数派の言説が、軽視と中傷によって軽蔑された少数派を「位置づける」ために用いる指標として嫌悪を特定している。公共の言説から「嫌悪」を取り除くことは、人道的で寛容な民主主義を実現するための重要な一歩となる。
リー・ターナー（2004）は、「嫌悪の反応は、しばしば挑戦され反論されるべき偏見の上に築かれている」と論じている。一方、カスのような著者は、嫌悪の最初の感情に従うことに知恵を見出している。嫌悪の理論に関する多くの著者は、嫌悪を人間の法の原初的な法的基礎であると考えている。
嫌悪は他の哲学者たちの著作にも顕著に登場している。フリードリヒ・ニーチェは、リヒャルト・ワーグナーの音楽と志向、および19世紀の文化と道徳の他の側面に嫌悪を感じるようになった。ジャン＝ポール・サルトルは、嫌悪に関連する様々な否定的感情の経験について広く著述している。

## 『The Hydra's Tale: Imagining Disgust』
ロバート・ローダン・ウィルソンの著書『The Hydra's Tale: Imagining Disgust』によると、嫌悪はさらに、物理的または比喩的な不潔さに関連する物理的嫌悪と、行動の過程に関連する類似の感情である道徳的嫌悪に細分化することができる。例えば、「あなたが言っている傷つける言葉に嫌悪を感じる」。道徳的嫌悪は文化的に決定されるものとして理解されるべきであり、物理的嫌悪はより普遍的な基盤を持つものとして理解されるべきである。この本はまた、嫌悪の表現の側面として道徳的嫌悪について論じている。ウィルソンはこれを2つの方法で行う。第一に、文学、映画、美術における嫌悪の表現について論じる。特徴的な表情（鼻孔を締め、唇を引き締める）があるため―チャールズ・ダーウィン、ポール・エクマンらが示したように―想像可能なあらゆる状況において、多かれ少なかれ技巧を凝らして表現することができる。嫌悪のモチーフが非常に支配的で、表現された世界全体が、それ自体で嫌悪的であるように見える「嫌悪の世界」さえあるかもしれない。第二に、人々は一次的または本能的な感情として嫌悪が何であるかを知っているため（特徴的な身振りと表情を伴う）、それを模倣することができる。このように、ウィルソンは、例えば、軽蔑は本能的な感情である嫌悪に基づいて演じられるが、嫌悪とは同一ではないと論じる。それは知的な準備、つまり書式設定と演劇的技法を必要とする「複合的感情」である。ウィルソンは、郷愁や憤慨のような多くのそのような「知的な」複合的感情があるが、嫌悪は基本的で明白な例であると論じる。したがって、道徳的嫌悪は本能的嫌悪とは異なり、より意識的で、パフォーマンスにおいてより層が重なっている。
ウィルソンは、羞恥心と罪悪感を、主に自己意識に根ざした結果として、嫌悪（今や全体的または部分的に自己嫌悪に変化している）と結びつけている。ドリス・レッシングの『黄金のノート』の一節を参照し、ウィルソンは「嫌悪と恥の間で踊りが行われる。ゆっくりとした振り付けが心の目の前で展開する」と書いている。
ウィルソンは、ウィリアム・イアン・ミラーなどの法学者や法律学者の主張―嫌悪は実定法の基礎でなければならないという主張―を検討する。「嫌悪の不在においては」と彼は彼らの主張を述べながら観察する、「完全な野蛮か、力、暴力、恐怖のみによって支配される社会のいずれかしかないだろう。」道徳-法的議論は、「多くのことを考慮に入れていない」と彼は述べる。彼自身の議論は、主に強く問題のある感情を制御し、さらには抑制する方法を学ぶ人間の能力と、時間の経過とともに全人口が特定の嫌悪反応を放棄することに大きく依存している。

## プルチックの感情の輪
嫌悪は感情の輪において信頼の反対である。嫌悪の穏やかな形態は退屈であり、より強い版は憎悪である。